# Azzam (yate 2013)
El Azzam (palabra árabe que significa Decidido) es un yate de lujo privado construido por los astilleros alemanes Lürssen. Fue botado el 5 de abril de 2013 y con sus 180 metros de eslora es actualmente el yate privado más largo del mundo. Tiene una manga de 20,8 m y un calado muy poco profundo, de solo 4,3 m.

## Ingeniería
El ingeniero Mubarak Saad al Ahbabi dirigió la construcción del Azzam, el astillero Lürssen se ocupó de la ingeniería técnica, Nauta Yachts del diseño y Christophe Leoni de los interiores. Tras un año de planificación, la construcción del yate duró tres años, un tiempo récord según la publicación Superyacht Times. El Azzam es capaz de navegar a gran velocidad en aguas cálidas y poco profundas, al tiempo que proporciona a sus ocupantes un alojamiento de lujo y una habitabilidad sofisticada.

## Características
Este imponente yate tiene un salón principal de 180 m de longitud y casi 21 m de ancho, totalmente diáfano y sin pilares. Puede navegar a una velocidad máxima de 32 nudos gracias al impulso de dos turbinas de gas y dos motores diésel que ofrecen una potencia total de 70 MW (94 000 CV) a través de cuatro hidrojet, dos de ellos fijos en el centro de la popa y otros dos con empuje vectorial que usan conductos móviles de salida de agua y está ubicados a ambos lados de los otros dos fijos. El yate fue entregado a su propietario el 9 de septiembre de 2013. Con un coste estimado de 605 millones de dólares, este yate fue más caro que el anterior más grande del mundo, el Eclipse del millonario ruso Román Abramóvich.

## Historial de servicio
El Azzam fue encargado por Jalifa bin Zayed Al Nahayan, presidente de los Emiratos Árabes Unidos. Actualmente el yate está disponible para su alquiler, aunque se desconoce su precio. Según la revista Motor Boat & Yacht, en realidad no está disponible para ser alquilado, sino que el hecho de aparecer en un listado de buques de alquiler es una maniobra destinada a evitar el pago de impuestos en Europa, donde los buques de alquiler están exentos de pagar el impuesto de propiedad.

## Galería de imágenes

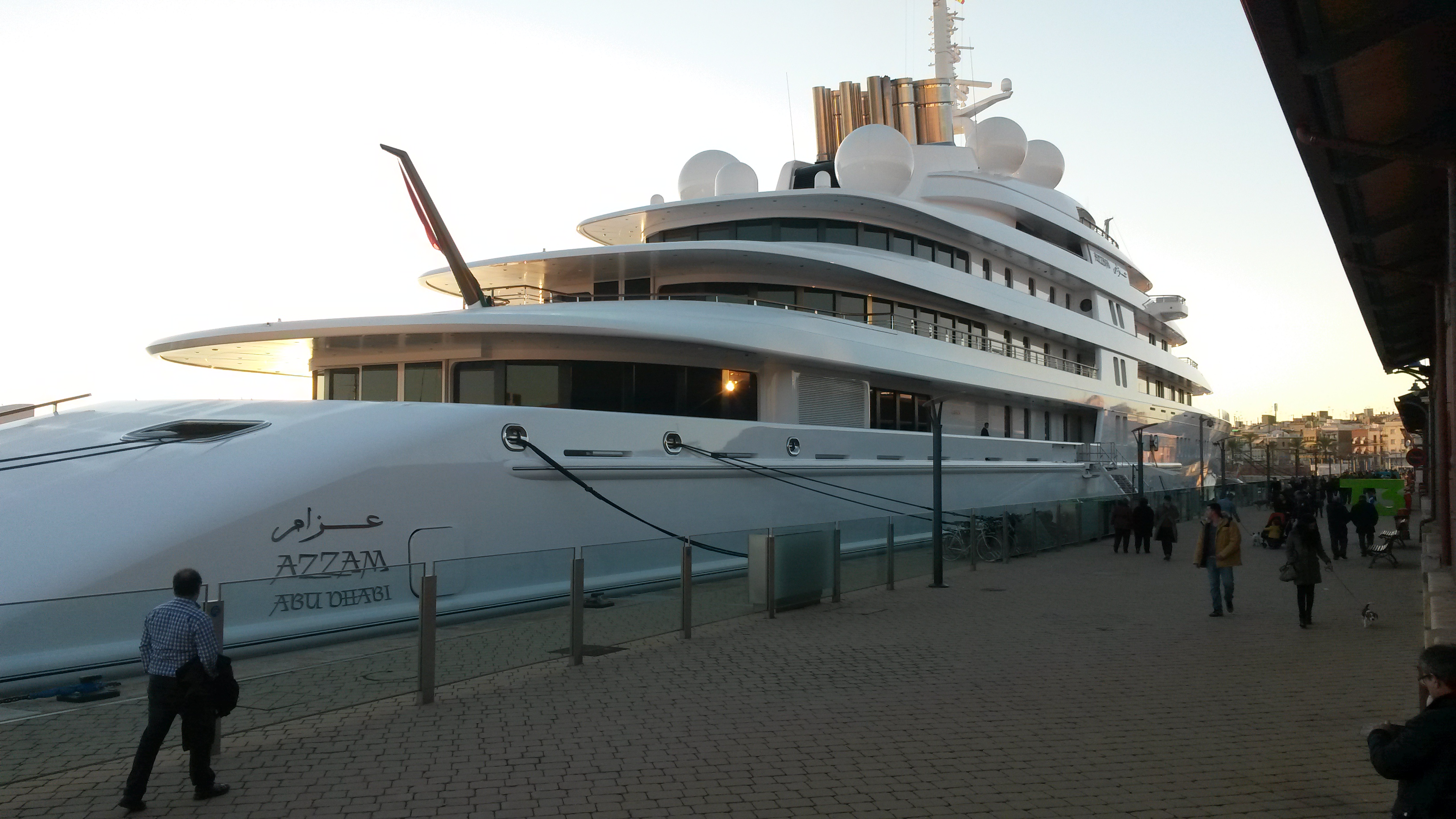
Azzam en Tarragona (España), año 2014.
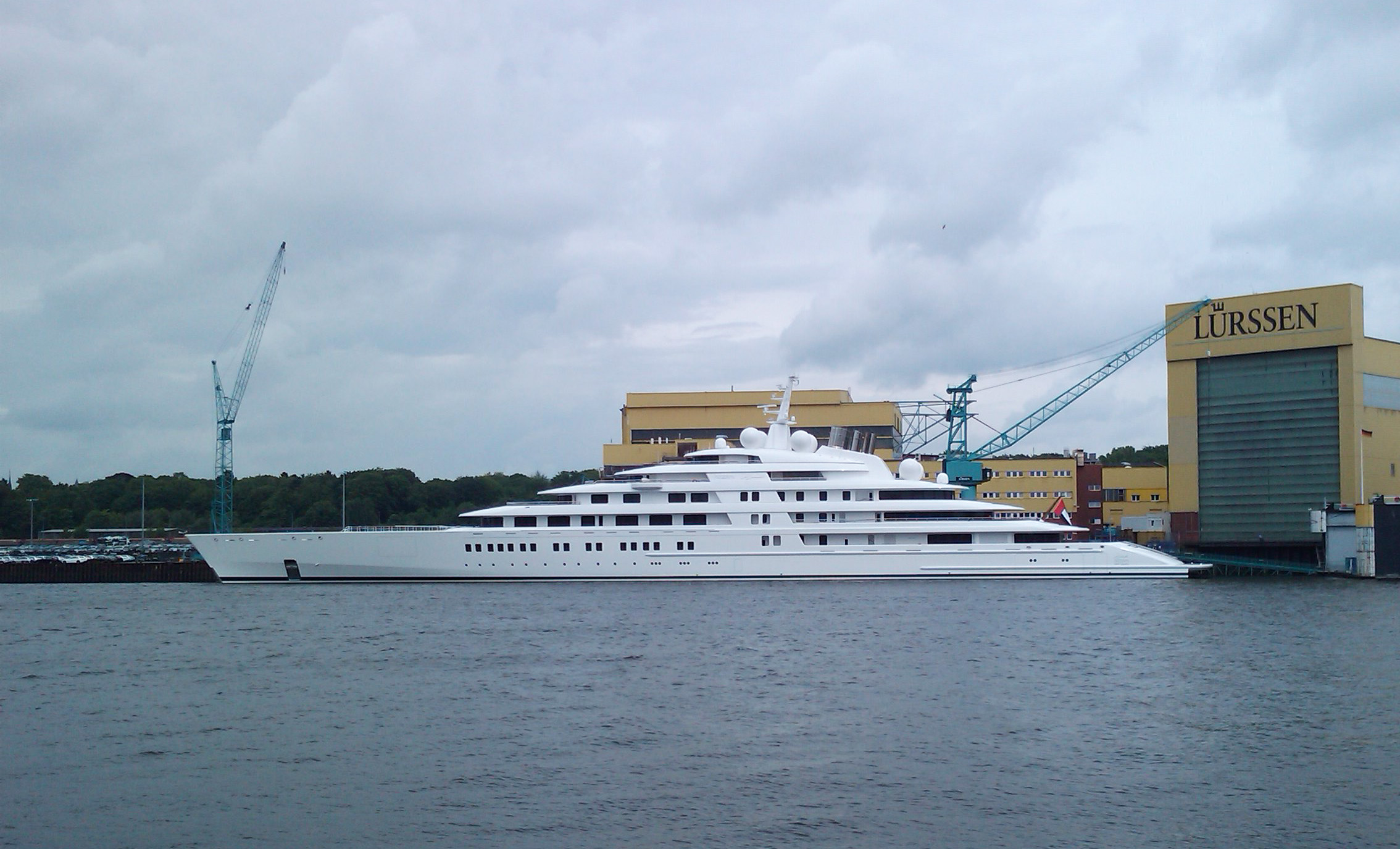
Azzam en Bremen (Alemania), año 2014.
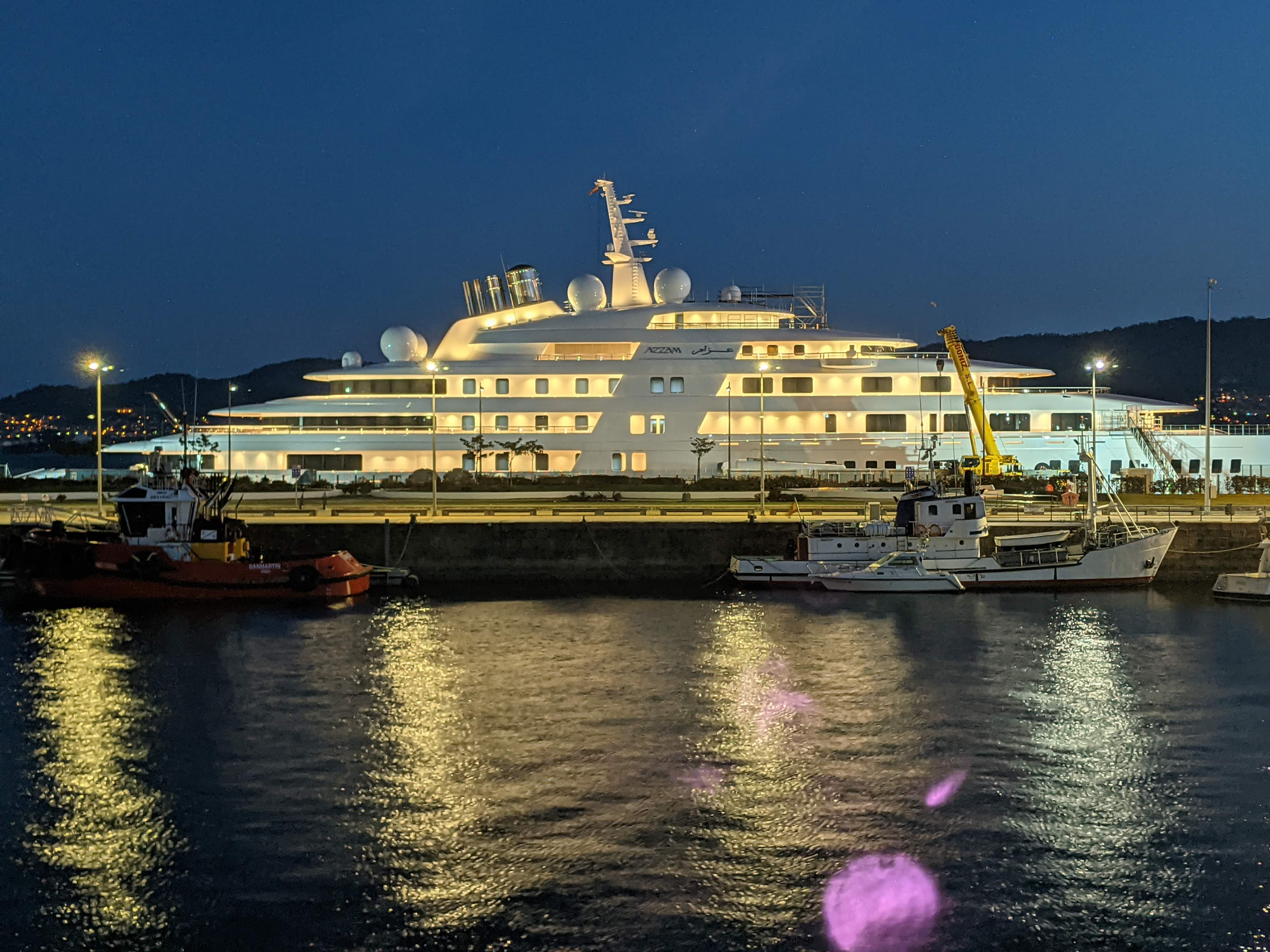
Azzam en Vigo (España), año 2021.